# بخش کرامفوش
بخش کرامفوش (به سوئدی: Kramfors kommun) یک ناحیه شهری در سوئد است که در شهرستان وسترنورلاند واقع شده‌است.